# Kanton Nîmes-5
Der Kanton Nîmes-5 war von 1973 bis 2015 ein französischer Wahlkreis im Arrondissement Nîmes, im Département Gard und in der Region Languedoc-Roussillon. Er umfasste einen Teil der Wahlberechtigten der Stadt Nîmes und wurde 2015 im Rahmen einer landesweiten Neugliederung der Kantone aufgelöst. Nîmes besteht seither nur noch aus vier geografisch neu zugeschnittenen Kantonen.
Der Kanton bestand aus einem Teil der Stadt Nîmes. Die Kantonsgrenzen wurden zuletzt 2004 verändert. Zuletzt umfasste der Kanton die Stadtteile:
- Montcalm-République
- Mas de Vignolles
- Km Delta
- Ville-Active
- Costières
- Puech du Teil
- Casa del Sol
- Colisée
- Duhoda